# 1748 год в науке
В 1748 году произошли различные научные и технологические события, некоторые из которых представлены ниже.

## События
- Начало раскопок Помпеи под руководством Р. Дж. Алькубьерре.
- Томасом Фраем был впервые получен костяной фарфор на фарфоровой фабрике в Лондоне.

## Публикации
- Леонард Эйлер издал трактат «Введение в анализ бесконечно малых» (Introductio in analysin infinitorum), ставший на многие годы настольной книгой по математическому анализу.
  - Эйлер впервые дал определение тригонометрических функций, эквивалентное современному, и соответственно определил обратные функции. Если его предшественники понимали синус и прочие понятия геометрически, то есть как линии в круге или треугольнике, то после работ Эйлера {\displaystyle \sin x,~\cos x,~\operatorname {tg} x} и т. д. стали рассматриваться как безразмерные аналитические функции вещественного или комплексного переменного[1].
  - Второй том «Введения в анализ бесконечно малых» — это первый в мире учебник по аналитической геометрии и основам дифференциальной геометрии[2].
- Мария Гаэтана Аньези опубликовала свою работу «Instituzioni analitiche (Основы анализа)».
- Опубликован трактат «publishes Account of the Sore Throat, attended with Ulcers» Джона Фозергилла.
- Опубликованы в Мадриде сочинения «Relacion historica del viaje a la America meridionale (Исторический отчёт о поездке в Южную Америку)», «Observaciones astronomicas y fisicas hechas de órden de S. M. en los reinos del Peru» испанского геодезиста и астронома Антонио де Ульоа, второе из этих сочинений было составлено при соучастии испанского математика Хорхе Хуана де Сантасилья[англ.].
- Опубликовано Сочинение «L’homme Machine (Человек-машина)» французского врача и философа-материалиста Жюльена Офре де Ламетри.

## Награды
- Медаль Копли: Джеймс Брэдли, английский астроном.
- Ева Экеблад становится первой женщиной-членом Шведской королевской академии наук.

## Родились
- 27 февраля — Андерс Спаррман, шведский биолог, ботаник, орнитолог и врач (умер в 1820).
- 5 марта — Юнас (Карлссон) Дрюандер, шведский ботаник (умер в 1810).
- 10 марта — Джон Плейфэр, шотландский математик и географ (умер в 1819).
- 12 апреля — Антуан Лоран де Жюссьё, французский ботаник (умер в 1836).
- 13 апреля — Джозеф Брама, английский изобретатель (умер в 1814).
- 30 июня — Жан-Доминик Кассини, французский астроном и геодезист (умер в 1845).
- 8 августа — Иоганн Фридрих Гмелин — немецкий врач, ботаник и химик (умер в 1804).
- 9 декабря — Клод Луи Бертолле — французский химик (умер в 1822).

## Скончались
- 1 января — Иоганн Бернулли, швейцарский математик и механик, врач и филолог-классицист (р. 1667).
- 4 июня — Алексей Ильич Чириков, русский мореплаватель (р. 1703).
- 27 декабря — Эдмунд Уивер[англ.], английский астроном (р. 1683).